# 2. Untersuchungsausschuss der 19. Wahlperiode des Deutschen Bundestages

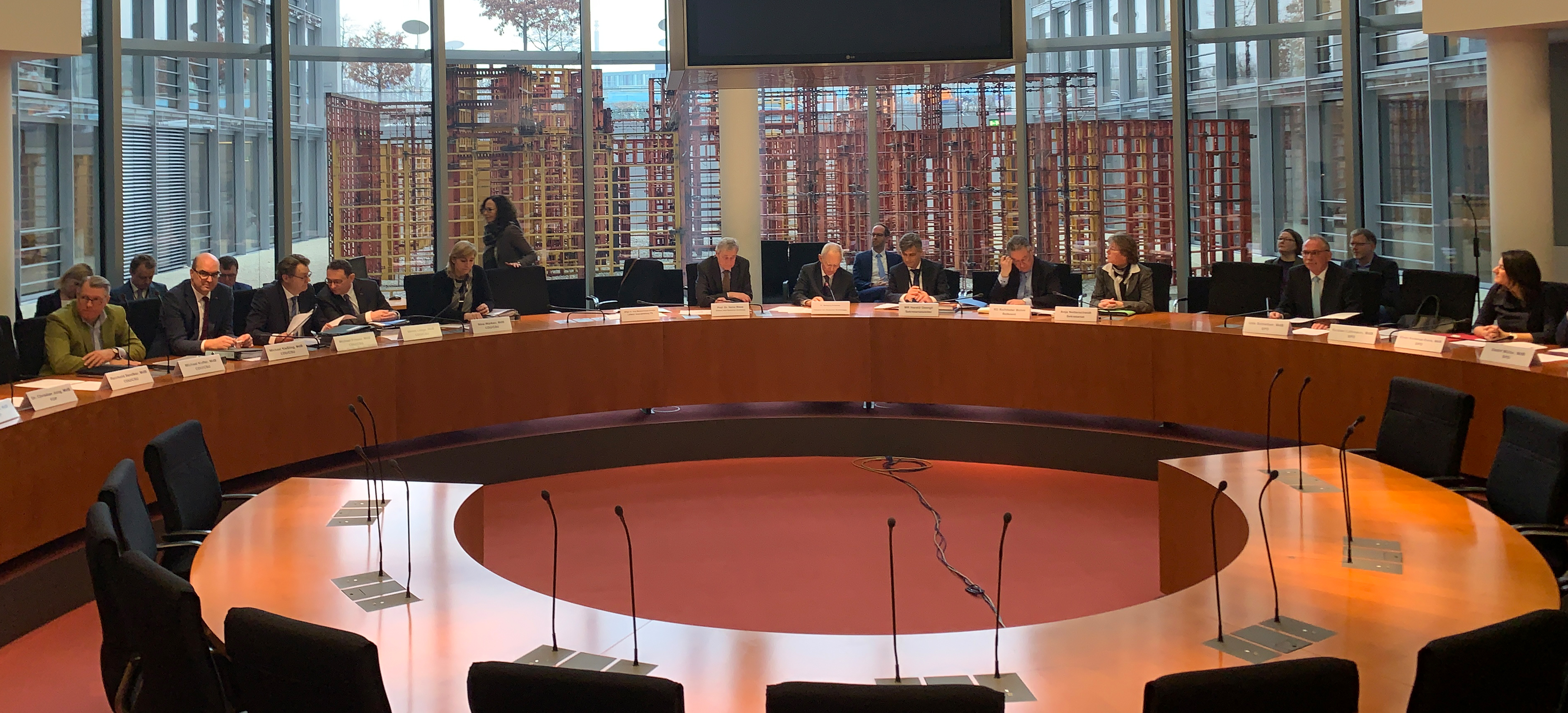
Die Ausschussmitglieder vor Beginn der konstituierenden Sitzung am 12. Dezember 2019

Der 2. Untersuchungsausschuss der 19. Wahlperiode des Deutschen Bundestages war ein Untersuchungsausschuss des Deutschen Bundestags. Er sollte das Verhalten der Bundesregierung, insbesondere des Bundesministeriums für Verkehr und digitale Infrastruktur (BMVI) und seiner nachgeordneten Behörden, seit Unterzeichnung des Koalitionsvertrages zwischen CDU/CSU und SPD für die 18. Wahlperiode im Zusammenhang mit der Vorbereitung und Einführung der Infrastrukturabgabe (Pkw-Maut) umfassend aufklären. Wegen dieses Hintergrundes wird der Ausschuss auch PKW-Maut-Untersuchungsausschuss oder teilweise Mautaffäre-Untersuchungsausschuss genannt.
Am 15. Oktober 2019 brachten die Oppositionsfraktionen des 19. deutschen Bundestages in der Drucksache 19/14290 einen Antrag ins Plenum ein, den zweiten parlamentarischen Untersuchungsausschuss der 19. Wahlperiode einzusetzen. Die tragenden Oppositionsfraktionen sind FDP, Die Linke und Bündnis 90/Die Grünen.
Der Antrag wurde an den Ausschuss für Wahlprüfung, Immunität und Geschäftsordnung überwiesen, wo er am 7. November 2019 nach dem Minderheitenrecht beschlossen wurde. Am 28. November 2019 wurde der 2. Untersuchungsausschuss zur „Pkw-Maut-Affäre“ vom Plenum beschlossen und eingesetzt. Der Untersuchungsausschuss zur Pkw-Maut war der zweite Untersuchungsausschuss der 19. Wahlperiode und nahm seine öffentliche Arbeit mit einer Sachverständigenanhörung am 16. Januar 2020 auf. Im Juni 2021 wurde der Bericht des Untersuchungsausschusses vorgelegt.

## Mitglieder des Untersuchungsausschusses
Den Vorsitz des Untersuchungsausschusses führte Udo Schiefner (SPD). Die stellvertretende Vorsitzende für die Unionsfraktion war Nina Warken, die bereits Mitglied des NSA-Untersuchungsausschusses war. Die SPD entsandte die verkehrspolitische Sprecherin Kirsten Lühmann in den Ausschuss. Oliver Luksic und Christian Jung vertraten die FDP in dem Ausschuss, Jörg Cezanne die Fraktion Die Linke. Wolfgang Wiehle, AfD, gehörte ebenfalls dem Untersuchungsausschuss an. Weitere Mitglieder des Bundestages gingen als stellvertretende Mitglieder in den Ausschuss.

## Hintergrund
Ziel der geplanten Pkw-Maut war eine Infrastrukturabgabe für die Nutzung von Personenkraftwagen auf Autobahnen, die deutsche Nutzer allerdings wieder erstattet bekommen sollten. Dieses Modell erklärte der Europäische Gerichtshof im Juni 2019 aufgrund der Ungleichbehandlung von Inländern und EU-Ausländern für unzulässig.
Einem kurz darauf erschienenen Bericht der Zeitschrift Capital zufolge wollte der seit März 2018 amtierende Verkehrsminister Andreas Scheuer bis Ende jenes Jahres, also noch vor der Entscheidung des Europäischen Gerichtshofs, einen schnellen Vertragsschluss mit den künftigen Betreibern der Pkw-Mautstellen herbeiführen. Hierzu habe es mehrere – dem Bundestag nicht bekannte – Treffen gegeben. Durch den überhasteten Vertragsschluss sowie mögliche Fehler im Vergabeprozess seien unnötig hohe Schadensersatzforderungen der Betreibergesellschaften entstanden. Betreiber der PKW-Maut sollte die autoTicket GmbH werden, ein Konsortium aus dem Ticketvermarkter CTS Eventim und dem österreichischen Traffic-Systemanbieter Kapsch AG. Dieses Konsortium trat als Bietergemeinschaft mit dem Namen Paspagon auf. Am 19. Dezember 2019 meldete das Konsortium die Forderung nach einem Schadenersatz in Höhe von 560 Mio. Euro an, was weit über den bisherigen Vermutungen von rund 300 Mio. Euro lag.

## Untersuchungsauftrag
Nach dem Willen der Opposition sollte im Untersuchungsausschuss geklärt werden, welche Entscheidungen durch den jeweils amtierenden Verkehrsminister persönlich „im Hinblick auf die geplante Infrastrukturabgabe aus welchen Gründen gefällt“ wurden. Minister im fraglichen Zeitraum waren Alexander Dobrindt und Andreas Scheuer. Weiter sollte der Ausschuss herausfinden, ob der Bundestag in den Planungs- und Projektzeiträumen jeweils umfassend und zeitnah über mögliche Risiken und politische Verpflichtungen informiert wurde. Insgesamt sollte es dreizehn Untersuchungsgegenstände geben.

## Rolle Andreas Scheuer
Im Zuge der Untersuchungen beantragte der Ausschuss die Herausgabe der Handydaten von Verkehrsminister Andreas Scheuer. Das Verkehrsministerium räumte in der zweiten Sitzung des Ausschusses ein, dass die Daten auf dem Telefon bereits gelöscht wurden und wohl unwiederbringlich verloren sind.

## Rolle Guido Beermann
Ebenfalls beantragte der Untersuchungsausschuss die Herausgabe der Handydaten des ehemaligen Staatssekretärs Guido Beermann. Auch diese Daten wurden nach seinem Ausscheiden als Staatssekretär gelöscht, obwohl der Untersuchungsausschuss zu diesem Zeitpunkt schon absehbar war.

## Aussagen von Peter Ramsauer und Horst Seehofer
Bundesinnenminister Horst Seehofer wies bei seiner Zeugenvernehmung Vorwürfe zurück, soweit sie sich gegen ihn richten. Er habe „alles richtig gemacht“. Sowohl Bundestag als auch Bundesrat hätten dem Projekt zugestimmt. Wäre er aktuell Parteichef, würde er erneut eine Pkw-Maut favorisieren, aber mit einem stärkeren Gewicht auf Klimaschutz.
Vorangegangen war drei Monate zuvor eine Aussage des früheren Bundesverkehrsministers Peter Ramsauer, der darin auf die Verantwortung von Bundeskanzlerin Angela Merkel und Horst Seehofer verwiesen hatte. Sie hätten „sehenden Auges eine europarechtliche Unmöglichkeit der Pkw-Maut in den Koalitionsvertrag von 2013 hineinverhandelt“.
Seehofer räumte ein, dass Ramsauer bei den Koalitionsverhandlungen 2013 Zweifel anmeldete, machte aber deutlich, dass er (Seehofer) damals ein Wahlversprechen abgab, dass deutsche Fahrzeughalter nicht zusätzlich belastet werden sollen, und sagte: „Ich war überzeugt, dass es geht“. Er könne doch nicht kurz nach der Wahl die Öffentlichkeit damit überraschen, „dass es nun doch Verlierer geben müsse“. Während seiner langen politischen Karriere habe er schon oft erlebt, dass vieles, was bei der EU-Kommission umstritten war, in Verhandlungen doch noch übereinstimmend gelöst werden konnte. Seehofer habe auch darauf hingewiesen, dass der damalige Verkehrsminister Alexander Dobrindt Ende 2016 für ein leicht geändertes Maut-Modell von der EU-Kommission „grünes Licht“ erhielt. Er (Seehofer) habe aber keine Minute daran gezweifelt, dass dieses keinen Bestand vor dem EuGH gehabt hätte.

## Folgen
Im Mai 2022 wurde bekannt, dass die Staatsanwaltschaft Berlin wegen des Anfangsverdachts der falschen uneidlichen Aussage in Zusammenhang mit der Pkw-Maut ein Ermittlungsverfahren gegen Scheuer und den früheren Staatssekretär Gerhard Schulz eingeleitet hat. Im Mittelpunkt der Vorwürfe stehen widersprüchliche Aussagen der damaligen Ministeriumsspitze und der Mautbetreiberfirmen vor dem Untersuchungsausschuss. Im August 2025 wurden Scheuer und Schulz von der Staatsanwaltschaft Berlin wegen des Verdachts einer falschen uneidlichen Aussage vor einem Untersuchungsausschuss beim Landgericht Berlin I angeklagt.